# Billar de troneres
Els billars de troneres són un conjunt de disciplines de billar que es juguen en una taula amb forats (troneres).
El billar americà i l'snooker són modalitats de billar de troneres.
La forma anglesa pocket billiards i les formes franceses billard à blouses i billard à poches són equivalents a billar de troneres en català, però també s'utilitzen referides específicament a la modalitat de billar americà.